# Gotteshausbund

Wappen des Gotteshausbundes. Der dargestellte Alpensteinbock war auf dem Territorium des Gotteshausbundes allerdings bereits Mitte des 17. Jahrhunderts ausgerottet.

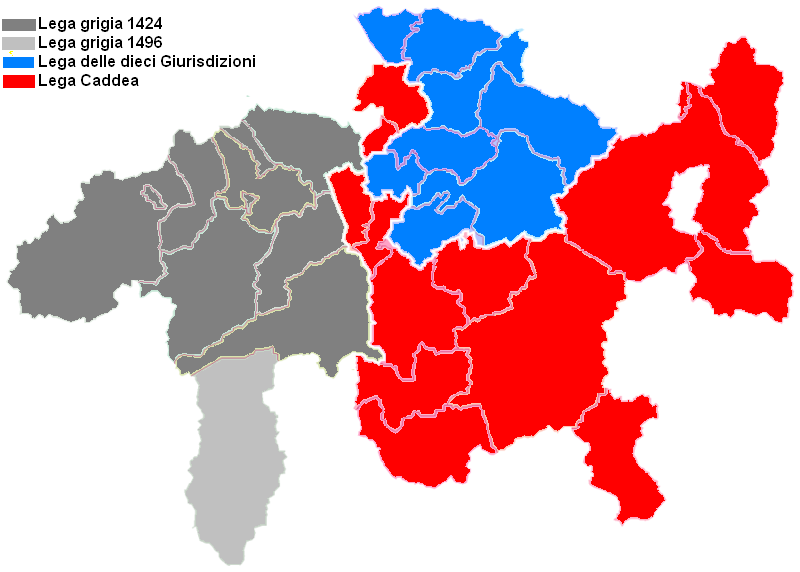
Gebiet des Gotteshausbundes in rot.

Der Gotteshausbund (italienisch Lega Caddea, rätoromanisch Lia da la Chadéⓘ) wurde am 29. Januar 1367 im Osten des Gebiets der heutigen Schweiz gegründet, um dem wachsenden Einfluss des Bischofs von Chur und des Hauses Habsburg Einhalt zu gebieten. Er bildete 1471 gemeinsam mit dem Grauen Bund und dem Zehngerichtebund den Freistaat der Drei Bünde, der sich wiederum im 15. Jahrhundert als zugewandter Ort mit der alten Eidgenossenschaft verband. In der Zeit der Helvetischen Republik ging der Gotteshausbund im Kanton Rätien und während der Mediationszeit ab 1803 im Kanton Graubünden auf.

## Vor dem Bund
Die Region des (zukünftigen) Gotteshausbundes wurde schon immer stark von der Diözese Chur beeinflusst. Das Bistum Chur wurde erstmals im Jahr 451 im Zusammenhang mit der Synode von Mailand erwähnt, existierte aber vermutlich schon ein Jahrhundert früher. Während des 5. und 6. Jahrhunderts gibt es Anzeichen einer starken Romanisierung und Bekehrung zum Christentum in der Region um Chur. Im Jahr 536 wurde die Region von den Merowingern erobert, erlangte aber durch die Isolation und Abgelegenheit de facto schnell wieder ihre Unabhängigkeit. Während dieser Zeit war die Region als Churrätien oder Churwalchen bekannt und umfasste ziemlich exakt das Gebiet des Bistums Chur. Im Jahr 773 fiel die politische und geistliche Macht in dieselbe Familie. Dies aber nur bis ins Jahr 806, in dem Karl der Grosse dies wieder teilte. Die Teilung und die daraus entstandenen Konflikte brachten den Zusammenbruch von Churrätien und das Entstehen von zahlreichen unabhängigen Gebieten mit dem Machtzentrum in Chur. Während Jahrhunderten versuchten die Bischöfe von Chur, ihren Einfluss zu erweitern.

## Gründung des Bundes
Im 14. Jahrhundert lagen die Kerngebiete des Bistums auf der Nord-Süd-Linie des Septimer- und Julierpasses. Der Bischof regierte die Region um Chur und hatte das Recht der hohen Gerichtsbarkeit in den fünf Dörfern, Chur, Oberhalbstein, Oberengadin, Bergell, Schams, Rheinwald, Unterengadin und Vinschgau.
Nach 1363 verschlechterte sich die Beziehung zwischen dem Bischof von Chur und seinen Untergebenen. Österreichische Herzöge vom Haus Habsburg erwarben das Tirol, das das Münstertal (Val Müstair) und das Unterengadin umfasste, und versuchten ins Bistum Chur zu expandieren. Der fremde und häufig abwesende Bischof Peter Gelyto von Böhmen, der das Bistum tief verschuldete, war gewillt, die politische Führung des Gebiets gegen ein jährliches Salär zu verkaufen. In einem ersten Schritt vermietete er im Jahr 1365 die Fürstenburg in Burgeis im Vinschgau. Als Reaktion auf diese Entwicklung trafen sich im Jahr 1366 Abgesandte der Kathedrale St. Luzius, der Talgemeinden und der Stadt Chur in Zernez. Am 29. Januar 1367 trafen sie sich erneut in Chur zur Planung einer Revolution.
Das Treffen repräsentierte die drei Mächte der Region: Erstens die geistliche Gemeinschaft, vertreten durch die Gesandten der Kathedrale; zweitens Gesandte der großen Talgemeinden (sechs aus dem Domleschg, dem Schams und dem Bergell und weitere vier von Oberhalbstein sowie drei vom Oberengadin und zwei vom Unterengadin) sowie Gesandte der Churer Bevölkerung. Die Gruppe traf sich ohne den Bischof und beschloss, dessen Macht stark einzuschränken und die Finanzhoheit einzufordern.
Die Entscheidung von 1367 war keine formelle Allianz oder ein Staatenbund, zeigte aber das Bedürfnis, in einer Krise zusammenzustehen. Die Entscheidung zeigte aber auch den Willen, zukünftige Zusammenkünfte abzuhalten und die Handlungen des Bischofs zu überwachen. Diese Zusammenkünfte legten den Grundstein für engere Zusammenarbeit zwischen den einzelnen Gemeinden. Im Jahr 1409 wurde ein ständiger Rat eingerichtet und ein Vogt über den Bischof eingesetzt. Zwischen 1524 und 1526 wurde dem Bischof mit den Ilanzer Artikeln die restlichen Machtbefugnisse entzogen.

## Erweiterung des Bundes
Während des 15. Jahrhunderts wuchs der Bund weiter. Die vier Dörfer traten der Liga zusammen mit Avers und dem obersten Teil des Albulatals bei. Das Val Müstair und Val Poschiavo traten um 1498 bei. Mitte des 15. Jahrhunderts begann der Gotteshausbund eine einheitliche Außenpolitik mit den anderen beiden Bünden (Grauer Bund und Zehngerichtebund). Während des Schwabenkriegs im Jahr 1499 besiegte der Gotteshausbund zusammen mit den beiden anderen Bünden eine habsburgische Armee in der Schlacht an der Calven und eroberte das Vinschgau vom Bistum Chur. Mit der Zeit verlor der Bischof von Chur seine Macht, Chur wurde aber das Zentrum des Gotteshausbundes. Nach etwa 1700 wurde der Stadtpräsident von Chur automatisch auch Führer des Gotteshausbundes.
Der Gotteshausbund bestand schlussendlich aus elf Hochgerichten:
- Chur
- Bergell: Gerichte Ober- und Unterporta
- Calven: Gerichte Ober- (Münstertal) und Untercalven (Obervinschgau)
- Domleschg: Gerichte Ortenstein (seit 1788 geteilt: Ortenstein im Boden und im Berg) und Fürstenau
- Greifenstein: Gerichte Bergün und Obervaz
- Oberengadin: (seit 1438 geteilt) Gerichte Sur und Suot Funtauna Merla
- Oberhalbstein: Gerichte Oberhalbstein und Tiefencastel
- Puschlav (Poschiavo)
- Remüs-Stalla-Avers: Gerichte Remüs und Stalla (Bivio)-Avers
- Unterengadin: Gerichte Ober- und Untertasna
- Vier Dörfer

## Drei Bünde
Nach etwa 1471 schlossen sich die drei Bünde unter dem Namen Drei Bünde zu einem Staatenbund zusammen. Der Bundesbrief vom 23. September 1524 wurde zur Verfassung der Drei Bünde, die bis zur Auflösung des Bundes durch Napoleon Bestand hatte. Praktisch alle Angelegenheiten wurden per Referendum beschlossen. Die Drei Bünde waren einzigartig im frühen modernen Europa, da jeder Bund durch Gemeinschaftsentscheidungen der Beteiligten gegründet, regiert und verteidigt wurde.
Die drei Bünde waren mit der alten Eidgenossenschaft verbündet. Ursprünglich war dies eine Reaktion auf die Expansion der Habsburger. Der Müsserkrieg gegen das Herzogtum Mailand im Jahr 1520 band den Bund enger an die Eidgenossenschaft. Der Bund blieb bis zu den napoleonischen Kriegen mit der Eidgenossenschaft verbündet, nach denen er in die Helvetische Republik integriert wurde. Nach der Mediation von 1803 wurden die Drei Bünde zum Kanton Graubünden. Der Gotteshausbund blieb bis 1854 ein eigenständiger Teil der politischen Organisation des Kantons.